# Ryūta Sasaki
Ryūta Sasaki (japanisch 佐々木 竜太 Sasaki Ryūta; * 7. Februar 1988 in der Präfektur Ibaraki) ist ein japanischer Fußballspieler.

## Karriere
Sasaki erlernte das Fußballspielen in der Schulmannschaft der Kashima Gakuen High School. Seinen ersten Vertrag unterschrieb er 2006 bei Kashima Antlers. Der Verein spielte in der höchsten Liga des Landes, der J1 League. Mit dem Verein wurde er 2007, 2008 und 2009 japanischer Meister. Für den Verein absolvierte er 40 Erstligaspiele. 2011 wurde er an den Zweitligisten Shonan Bellmare ausgeliehen. Für den Verein absolvierte er 31 Ligaspiele. 2012 kehrte er zu Kashima Antlers zurück. Im Juni 2012 wechselte er zum Zweitligisten Tochigi SC. Für den Verein absolvierte er 15 Ligaspiele.

## Erfolge
Kashima Antlers
- J1 League

Meister: 2007, 2008, 2009
- J.League Cup

Sieger: 2012
Finalist: 2006
- Kaiserpokal

Sieger: 2007, 2010
- Japanischer Supercup: 2009, 2010